# 問界・M5 EV
問界M5 EV（中:问界M5 EV、英:Wenjie M5 EV）は、AITOから販売されたミドルサイズSUVの電気自動車である。

## 歴史
2022年9月6日、大手通信機器メーカーであるファーウェイの新製品発表会において、スマートフォンなどの他製品と共に発表された。

## 仕様
プラグインハイブリッド車である問界M5をベースに開発された電気自動車。

### 動力
標準版と性能版の2つのグレードがあり、どちらも200kWのファーウェイ製DriveONEモーターをリアに搭載する。性能版では加えて165kWの誘導モーターをフロントに搭載する。
バッテリーは80kWhのリン酸鉄リチウムイオン電池。標準版と性能版のCLTC航続距離はそれぞれ620km、552kmとなっている。

### 装備
インテリアはシンプルなものとなっており、中央に15.6インチのメインディスプレイ、デジタルメーターとして10.25インチのディスプレイを備える。
インフォテイメントシステムはHarmonyOSで動作し、HiSilicon社製Kirin990Aプロセッサを搭載している。
スピーカーは計19個搭載されており、HUAWEI SOUNDに対応しているほか、
搭載されているUSB Type-Cポートやワイヤレス充電器はHUAWEI SuperChargeに対応しており、対応製品では最大66Wの急速充電を利用できる。
また、問界M5では1つのみ搭載されていたワイヤレス充電器が2つに変更されており、他にもカップホルダーや収納スペースの設計が変更されている。
また、ファーウェイ製スマートフォンやHUAWEI WATCHなどからドアロック解除やエアコンなどの操作が可能であるほか、顔認証で運転者を識別し、ハンドルロック解除や座席の調整、システムのアカウント切り替えなどを行う。
車載カメラはドライブレコーダーを兼ねており、他にもQRコードを用いた駐車場、ガソリンスタンド・充電ステーションなどの支払いやビデオ通話を行う事ができる。
また、自動運転レベル2+に値する先進運転支援システムを搭載している。

### 価格
標準版は28万元、性能版は32万元からとなっている。

## 販売
販売はファーウェイの店舗、AITOの店舗、Vmallや京東などのインターネット通販などにより行われる。
2022年9月6日の発表後、当日中に予約台数は3万台に到達した。
競合車としてモデルYが挙げられる。